# Costumbre internacional

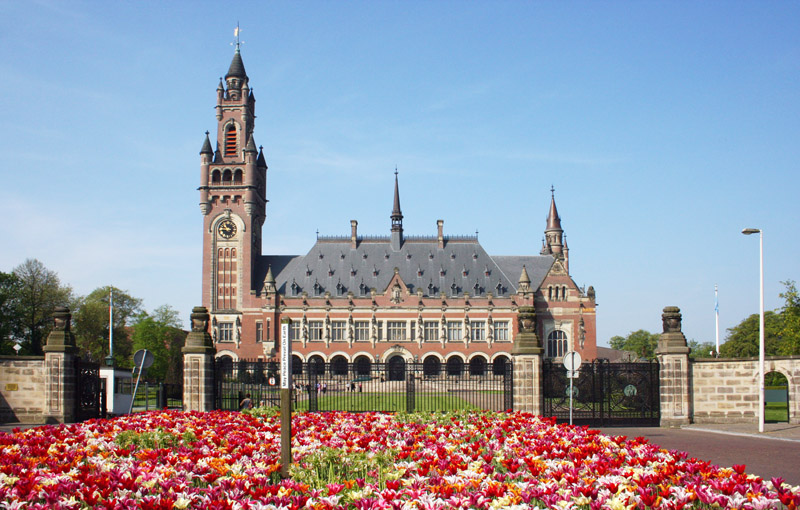
El Estatuto de la Corte Internacional de Justicia (en la fotografía, el Palacio de la Paz, sede del tribunal), además de regular el funcionamiento del órgano en cuestión, es empleado por numerosos juristas como documento determinante de las fuentes del derecho internacional público.

La costumbre internacional o norma consuetudinaria internacional o Derecho internacional consuetudinario, es el procedimiento espontáneo de elaboración de derecho internacional resultante del comportamiento de los estados. Descrita en el artículo 38 del Estatuto de la Corte Internacional de Justicia como "la práctica seguida por los sujetos internacionales que es generalmente aceptada por éstos como Derecho". 
La gran parte de las definiciones que se pueden aportar acerca de este fenómeno giran en torno a lo dicho en el Estatuto de la Corte Internacional de Justicia, aunque es posible encontrar otras fuentes, predominantemente doctrinales, que presentan a la norma consuetudinaria como «la forma primaria de manifestarse la comunidad al estar formada por un conjunto de normas observadas de hecho» o como «el mecanismo a través del cual una comunidad expresa su voluntad positivadora».
De este modo, las normas consuetudinarias, para que puedan ser consideradas como tales, han de estar constituidas por el elemento material, consistente en una repetición de actos, además del espiritual, el cual supone que los sujetos están convencidos de que se trata de una práctica que obliga jurídicamente.

Artículo 38.1, apartado b. La Corte, cuya función es decidir conforme al derecho internacional las controversias que le sean sometidas, deberá aplicar: (b) la costumbre internacional como prueba de una práctica generalmente aceptada como derecho.

Contrariamente a lo que está aconteciendo en la mayor parte de los ordenamientos jurídicos internos, donde la costumbre está siendo desplazada progresivamente por las fuentes legales, la importancia de esta en el sistema jurídico internacional continúa siendo enorme. Ni los tratados, ni la codificación, ni la obra de las organizaciones internacionales han socavado la posición de las normas consuetudinarias en el esquema de fuentes del derecho internacional.
Debe evitarse confundir la costumbre con la cortesía internacional, pues ambos son conceptos que si bien guardan una estrecha relación difieren en cuanto a naturaleza se refiere. De este modo, cuando una norma de cortesía es violada, no se engendra responsabilidad internacional, mientras que cuando lo que se transgrede es una norma jurídica, como es la costumbre, sí se da origen a la misma. Con todo ello, la cortesía o comitas gentium, como también se le puede denominar, puede alcanzar el estatus de norma jurídica cuando al elemento material de repetición de actos se añade el convencimiento de que ellos obligan jurídicamente. De hecho, una fracción considerable de las instituciones relativas al derecho diplomático, especialmente en materia de inmunidades y privilegios, han surgido por medio de la transformación de los usos sociales en costumbres jurídicas.

## Origen
Así como toda rama legal tiene un fundamento y una procedencia determinada, el derecho internacional no es excepción, especialmente si se habla acerca del derecho consuetudinario o bien de la costumbre internacional.
Hasta principios del siglo XX, el Derecho Internacional era considerado por la mayoría de los Estados como lex non scripta, el contenido de las leyes se determinaba por inducción y razonamiento, pues solo había ciertos conceptos que si sostenían algún tipo de regulación legal. Aunado a esto, Hugo Grocio considera que predominan dos elementos sustanciales que regulaban las relaciones entre los Estados; el ser universales y estar basados en una correcta razón y previa.

## Concepto
Dentro del Estatuto de la Corte Internacional de Justicia (CIJ), específicamente en su artículo 38, se mencionan las fuentes del derecho internacional. Siendo una de ellas la costumbre internacional, también llamada norma consuetudinaria, esta se puede definir como la prueba de una práctica generalmente aceptada como derecho. 
De esta definición se pueden sacar los dos elementos constitutivos de esta: precedente y opinio juris sive necessitatis. Es necesario el precedente pues no es suficiente que sólo en una ocasión los Estados se hayan comportado o actuado de cierta manera, también se necesita que dicha conducta tenga cierta estabilidad que se manifiesta por la repetición de ciertos actos que de otra forma carecerían de valor. Por otro lado, si se habla de opinio juris sive necessitatis, o simplemente opinio juris, se habla de que los Estados deben tener conciencia de que lo que hacen es con arreglo a una norma de Derecho.

## Competencias de la costumbre internacional
Los actos en cuestión tienen que contar con una práctica constante y al mismo tiempo poseer tal carácter o lleve a cabo de una forma específica y de esa manera es claro que dicha práctica es forzosamente obligatoria en virtud de una norma jurídica que la prescribe. De lo que se trata es de inferir la opinio juris de manera indirecta del comportamiento realizado por los Estados, para determinar si éste revela o no el ejercicio de un derecho o el cumplimiento de la supuesta obligación jurídica. También hay necesidad de existencia de una conciencia mutua por parte de los Estados, entre los cuales se realiza la práctica, referida a la perpetración de hechos o reconocimiento de actitudes responsables que determinan el surgimiento de la costumbre.
Las pruebas que rigen la costumbre internacional varían dependiendo a la situación. En algún tiempo atrás se solía asumir que la costumbre se formaba a través del tiempo, en algunas ocasiones hace siglos, aunque por otro lado recientemente existen materias que son relativamente nuevas, así como: derecho aéreo, derecho espacial, derecho al medio ambiente etc) en las que se ha conformado una serie de costumbres en el transcurso de unos años, esto se llama “costumbre repentina”.
Los estados rigen por la costumbre internacional en el modo de su comportamiento y su actuación por en un determinado sentido. De la misma manera es necesario que tengan conciencia de que actúan en cuanto al derecho. Ya que estas son relaciones entre los sujetos de derecho internacional se rigen por normas de naturaleza y contenido consuetudinarios. 
Aunque conscientemente contamos que esto es un modo no institucionalizado y repentino de una formación de derecho que es notorio adaptarse al medio en que es manifestado, que es una sociedad internacional universal y heterogénea, esta corresponde con la evolución que experimenta la sociedad. 
Sólo aquellos Estados que han prestado su consentimiento a la formación de la norma consuetudinaria quedarían vinculados por esta, con lo que no sería oponible a aquellos que no participaron en su formación.

### Requisitos y condiciones
Además de los elementos material y espiritual, existen una serie de condiciones que la jurisprudencia internacional exige, en mayor o menor medida, para que determinada práctica pase a ser calificada como costumbre:
1. Aceptación general, una aceptación que no sea dudosa, la medida en cuestión debe ser conocida y aceptada, aunque sea de forma tácita. Para determinarse una práctica como costumbre, es necesario que la mayoría de los Estados participen en la producción de la misma.[6]
2. Duración, el lapso para determinar una costumbre no está determinado, es decir, que no hay un tiempo establecido durante el cual se deba de cumplir una práctica para que sea considerada como costumbre.[7] Sin embargo, se reconoce que la práctica debe reiterarse por un lapso adecuado de tiempo, descartando la posibilidad de un evento único sea considerado costumbre.[7] La duración de la práctica debe ser considerable, aunque esta práctica ha cambiado mucho desde la antigüedad, por ejemplo Hugo Grocio hablaba de 100 años, sin embargo, la corte internacional de justicia, en su sentencia del 20 de febrero de 1969 afirma que "el hecho de que no haya transcurrido más que un breve lapso de tiempo no constituye en sí mismo un impedimento para la formación de una nueva norma de derecho consuetudinario"
3. Convicción jurídica aparte de la práctica estatal, debe existir una conciencia por parte de los Estados, de estar obligados a una cierta conducta legal. Una reiteración de una conducta con amabilidad, la costumbre o la comodidad, no basta.[8]

## Otras formas de conocer el derecho consuetudinario
Debido a la complejidad de establecer la existencia de una convicción jurídica por sí misma, se han establecido otras maneras que cuentan con mayor formalidad. La primera de ellas es la unanimidad o la mayoría en la adopción de las resoluciones de la Asamblea General de las Naciones Unidas. De igual manera se encuentran las decisiones realizadas por la Corte Internacional o de los altos tribunales nacionales, que tienen un carácter autoritativo que afirma la existencia de un derecho consuetudinario.

## Aplicación de la costumbre internacional
Como se menciona anteriormente, el derecho consuetudinario nace de una práctica reiterada por diferentes Estados, que ahora es aceptada como ley. Dentro del ámbito de aplicación de estas leyes se puede crear una división entre costumbre local y costumbre general, dicho de otra forma, un ámbito universal y un ámbito regional. El ámbito universal, se refiere a cuando una mayoría de los Estados tienen aceptada como costumbre dicha práctica, por lo tanto tiene un aplicación en todos ellos. Mientras la costumbre regional, se refiere a la práctica que se realiza solamente entre algunos Estados (denominados comúnmente por su posición geográfica), por lo tanto esta costumbre sólo tiene una validez entre dichos Estados.

## Objetor Persistente
La posibilidad de un objetor persistente puede ser utilizado como una vía para no verse obligado por la normatividad consuetudinaria.  A nivel doctrinario, se conoce como objetor persistente al Estado que se opone a la constitución de una regla consuetudinaria desde el momento en que dicha costumbre comienza a tomar forma; es la postura o posición que adopta un Estado respecto de la realización de determinados actos por parte de uno o varios Estados distintos. 
Cabe recalcar que dicha protesta debe ser expresa y hecha de manera clara ya que su silencio o abstención de opinión puede tomarse como aprobación o una manifestación de consentimiento.

## Clases
En la costumbre internacional, se pueden detectar tres tipos de clases dependiendo de su función. 
La primera o la general conocida como costumbre universal es la que puede ser adoptada por todos los estados, como lo dice su nombre, de manera universal. En un contexto más jurídico se trata de aquellas que vinculan al conjunto de los Estados y sujetos del ordenamiento jurídico internacional y en cuya formación participa la generalidad de la comunidad internacional. 
El segundo tipo es denominada como costumbre regional y es común en ciertos grupos de estados, un gran ejemplo es la Unión Europea en la que es un cierto número de países y esos integrantes son los que pueden adoptar la costumbre regional. En cuanto a las costumbres locales o también conocidas como bilaterales, son aquellas que exigen a dos o más Estados en sus relaciones mutuas, a través de una práctica muy puntual y limitada esas relaciones.

## Costumbre Internacional y Cortesía Internacional
El Derecho Internacional es una normativa jurídica que mantiene relaciones con otras normatividades no jurídicas, como la moral y los usos sociales. Es por ello que surge el concepto de cortesía internacional. Se define la cortesía internacional como un conjunto de normas de convivencia, no jurídicas, defensoras de valores generales. También se le conoce a la cortesía internacional como “usos sociales”, de la misma manera,  es el reconocimiento general de los sujetos internacionales a ciertas prácticas que los Estados consideran como obligatorias quien distingue la costumbre de los usos y de las normas de cortesía, ya que mientras aquella es considerada como obligatoria por los sujetos internacionales, los segundos son cumplidos por los Estados sin concederles el carácter imperativo. 
Un ejemplo de la aplicación de la cortesía internacional es, según un análisis realizado por Ramos y Rico (2014) la aplicación de este concepto en la labor de la enseñanza del español como lengua extranjera.
La costumbre internacional se puede concebir como “la práctica generalmente aceptada como Derecho”. Es cuando algo que se vuelve una práctica común se toma como un derecho. Para ello, se requiere la aceptación general de los Estados, la uniformidad de la práctica, la duración en el tiempo y la convicción jurídica u opinio iuris.
Un ejemplo de una práctica jurídica aceptada como si fuera derecho es el derecho de propiedad colectiva de los miembros de comunidades y pueblos indígenas, como se estableció en la jurisprudencia de la Corte Interamericana de Derechos Humanos (Del toro, 2010)
En cuanto a la costumbre internacional, es importante, reconocer en el derecho internacional, prácticas muy usadas y muy extendidas como una fuente del derecho, aunque no sean parte de la normatividad jurídica. Esto cobra mayor importancia en un mundo globalizado, con economías abiertas y un alto intercambio cultural.

## Ius Cogens
Dentro de la Convención de Viena, sobre el derecho de los tratados entre Estados y Organizaciones Internacionales o entre Organizaciones Internacionales, se menciona en el art. 53 que una norma imperativa de derecho internacional general, también referida como ius cogens, es una norma aceptada y reconocida por la comunidad internacional de Estados en su conjunto. Esta no admite acuerdo en contrario y solo puede ser modificada por una norma ulterior de derecho internacional general que tenga el mismo carácter. Dichas normas son inderogables, es decir, no puede ser derogado. Además, frente a este tipo de normas no operan circunstancias excluyentes de responsabilidad para los Estados ni se admite al objetor persistente.